# T-37 (戦車)
T-37は、ソ連の世界初水陸両用偵察戦車である。

## 概要
1931年、イギリスから8両のヴィッカース・カーデン・ロイドA4E11水陸両用戦車が到着した。これはライセンス生産権込みで購入したものだった。国産型として、まずは、7.62mmDT機銃を小型銃塔に搭載し、40馬力のフォード-AAトラックの動力系を流用するT-33が製作された。後部のスクリューで水上航行し、履帯の上のフェンダーはトタン製で中にバルサ材が詰められており、浮力を増すためのフロートになっていた。しかしカーデンロイド系のサスペンションでは水辺の泥濘地での機動力に劣ることが判り、またタンデム式の乗員配置にも改良の余地があった。
このためN.A.アストロフ技師の設計チームはT-33の問題点を改良。車体サイズを増し、足回りはフランスのルノーAMRの水平スプリング配置のボギー式を真似、砲塔を車体右側に移し、二名の乗員は左右配置となった。

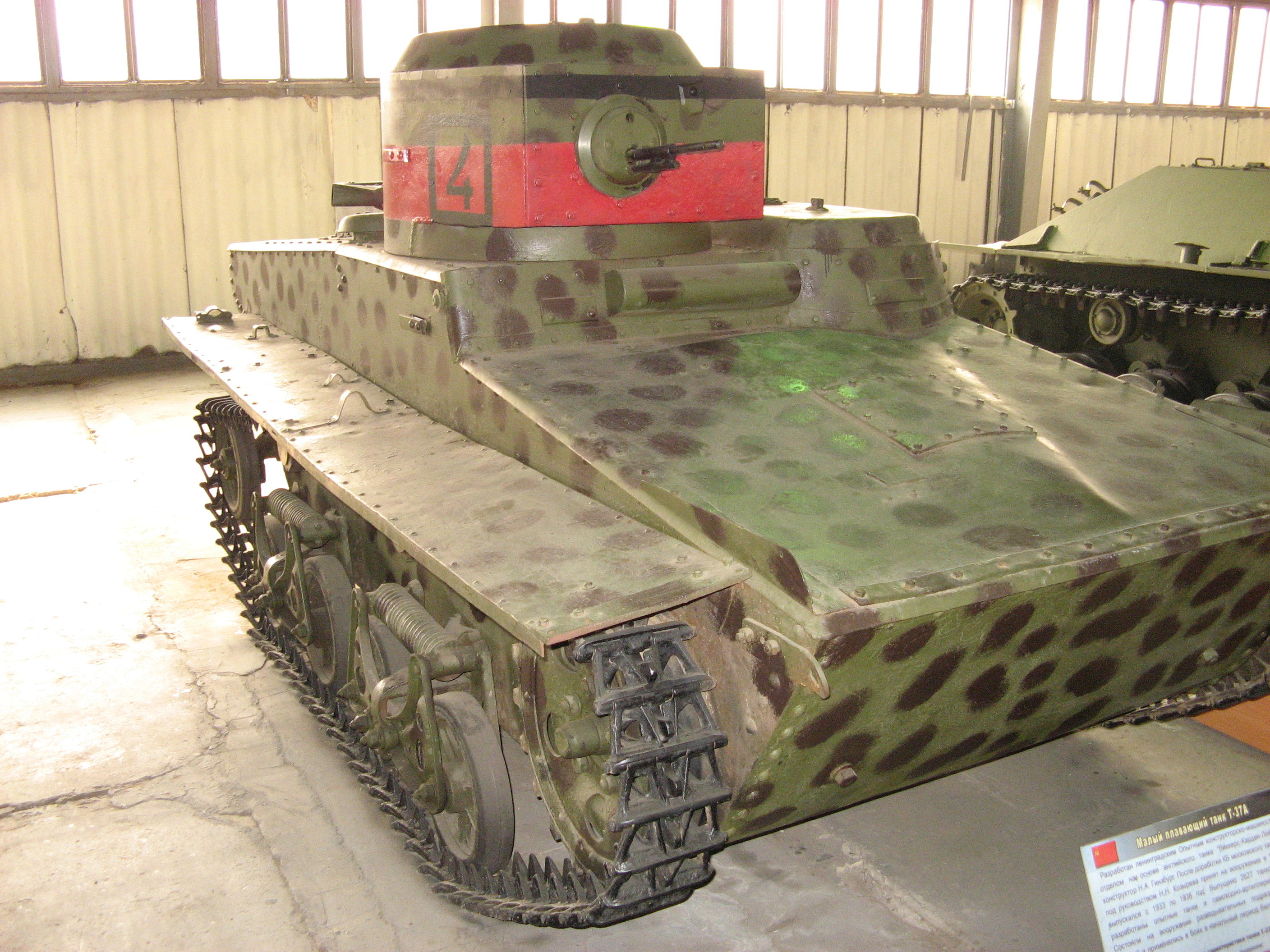
車体前面装甲などが異なるT-37A

こうして偵察戦車として正式採用されたT-37は、水上航行安定性を向上させるため車体を延長し、銃塔のハッチ周りが変更され、操縦手前面の装甲板が湾曲したT-37Aに生産を移し、コストの低さもあいまって1933年からの3年間に合計2627輌とこの手の車輌としてはかなりの数が作られ、その後は改良型であるT-38に移行した。
T-37はノモンハン事件、フィンランド冬戦争、独ソ戦初期での戦闘参加が記録されているが、機銃一丁と最大10mm（8mmまたは9mmとするデータもあり）しかない装甲ではまともな戦闘力も無く、また偵察用としても特に優れた視察能力も無く、小隊長車（T-37TU）にしか無線が装備されておらず中途半端であった。ノモンハンでは河を渡って日本軍の後方に侵入しその特性を見せているが、やはり機動力や防御力が不足していたと報告されている。